# Гонконгский центр конференций и выставок

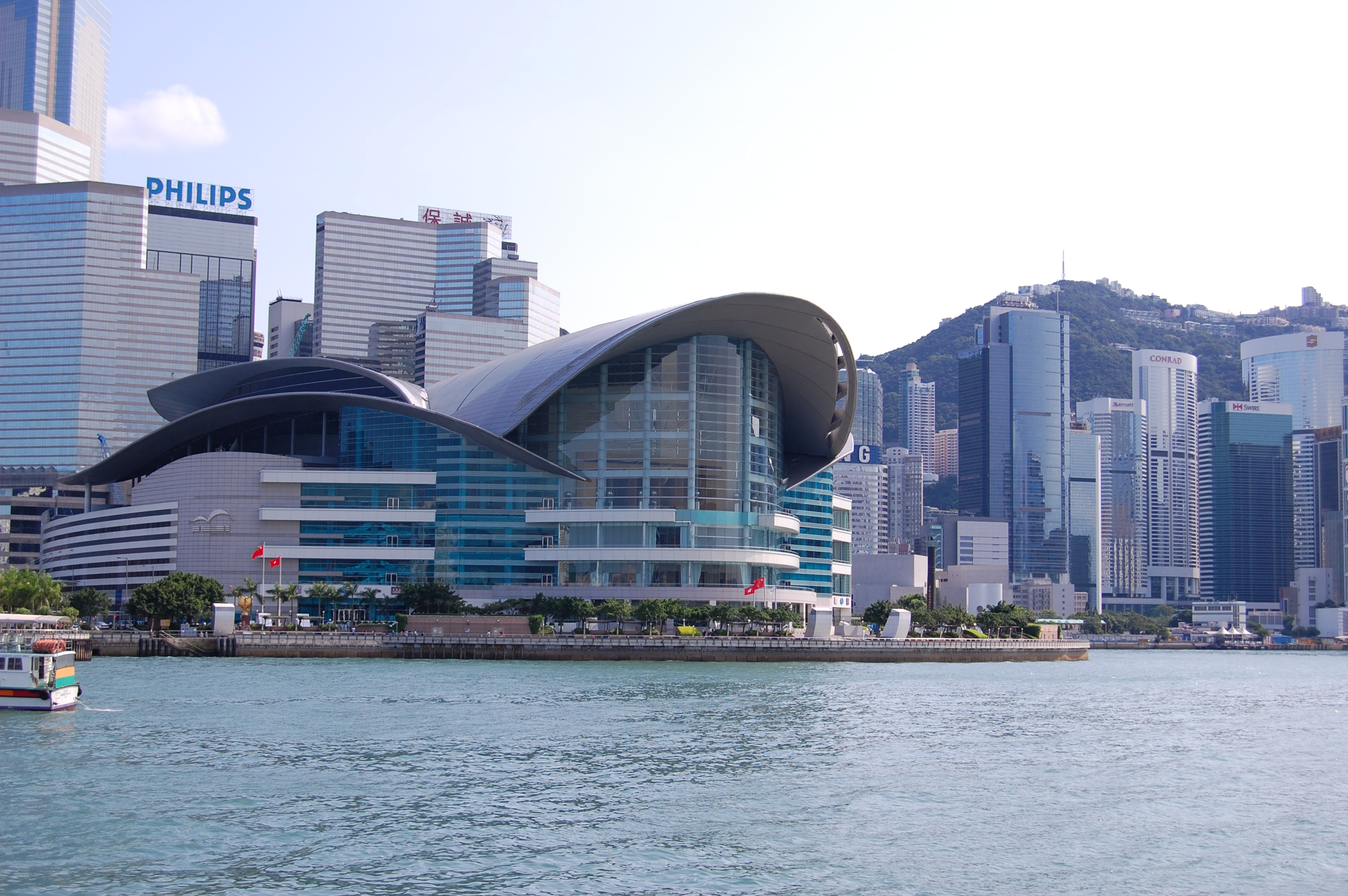
Гонконгский центр конференций и выставок

Гонконгский центр конференций и выставок (Hong Kong Convention and Exhibition Centre, 香港會議展覽中心) — крупнейший гонконгский центр, предназначенный для проведения выставок, конференций, конгрессов и других массовых мероприятий. Расположен на берегу бухты Виктория в районе Ваньчай. Системой крытых переходов связан с комплексом отелей и офисных зданий. Над архитектурным обликом и внутренним дизайном центра работали компании Skidmore, Owings & Merrill и Wong & Ouyang (HK) Ltd., а также архитектор Ларри Олтманнс. 

## История

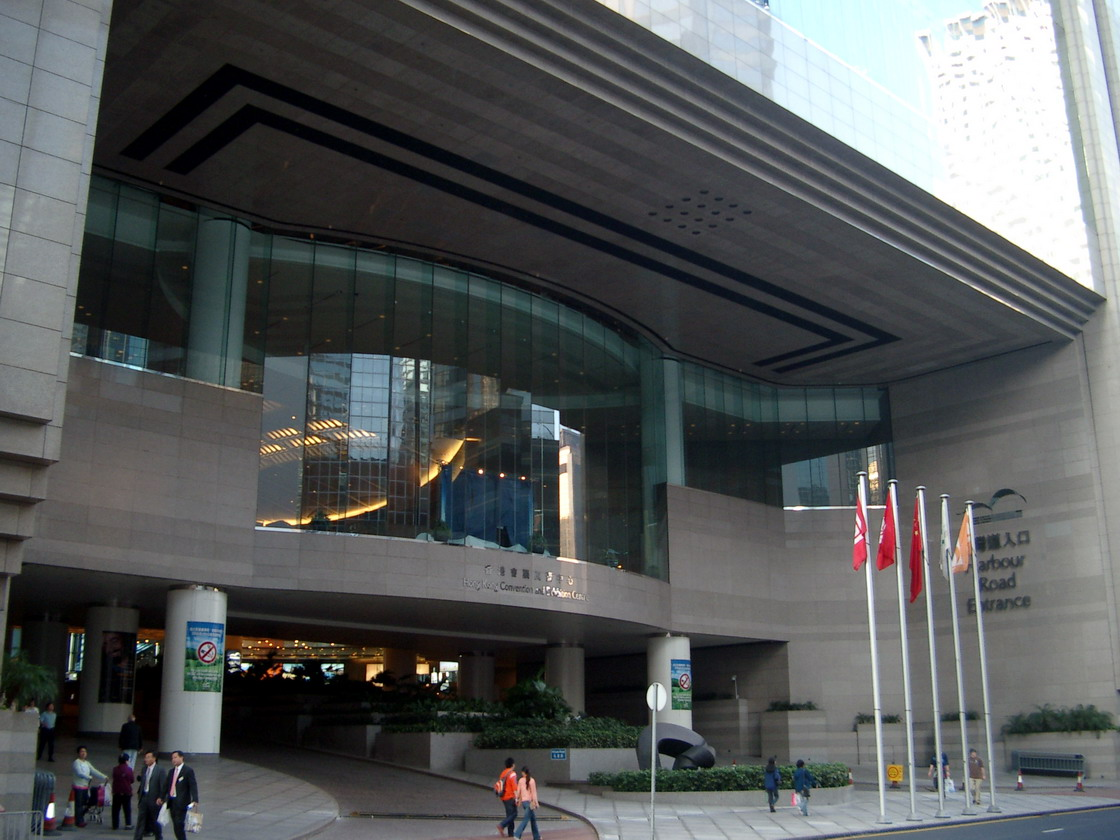
Главный вход со стороны Харбор-роуд

Оригинальное здание было построено на отвоёванной у моря территории в 1988 году и имело на тот момент крупнейший в мире стеклянный фасад. В 1989—1990 годах позади выставочного центра был построен комплекс высотных зданий, в которых размещались отели, жилые апартаменты, офисы, паркинги и торговый центр. В 1994—1997 годах была завершена вторая фаза выставочного центра, чья крыша в виде крыла птицы стала новой визитной карточкой Гонконга (первоначально первая и вторая фазы были соединены атриумом и двумя мостами через Конвеншн-авеню, а теперь — выставочным залом). Инвестором выставочного центра и гостинично-офисного комплекса выступила компания New World Development. 30 июня 1997 года в новом крыле центра в присутствии Цзяна Цзэминя, Ли Пэна, Цянь Цичэня, Чжана Ваньняня, Дуна Цзяньхуа, принца Чарльза, Тони Блэра и Робина Кука состоялась грандиозная церемония передачи британского Гонконга под суверенитет Китая.
В декабре 2005 года в центре проходила Шестая конференция министров ВТО, на которой присутствовали делегаты из 148 государств мира. В 2006—2009 годах Гонконгский центр конференций и выставок пережил очередную реконструкцию и расширение выставочных и офисных площадей. Сегодня центром управляет компания The Hong Kong Convention and Exhibition Centre Management Limited (HML), входящая в состав NWS Holdings (филиал группы New World Development). Она отвечает за проведение и безопасность мероприятий, организацию банкетов и работу ресторанов.
В марте 2017 года в Гонконгском центре конференций и выставок проходили выборы нового главы администрации Гонконга (голосовали члены коллегии выборщиков, которая состоит из 1,2 тыс. человек).

## Комплекс
Центр, способный вместить 140 тыс. посетителей в день, включает в свой состав пять выставочных залов, два конференц-зала, два театра, 52 комнаты для заседаний и переговоров, семь ресторанов, бизнес-центр и паркинг. Здесь регулярно проводятся выставки, ярмарки, конференции, съезды, банкеты и корпоративные праздники (в том числе крупнейшие в мире ярмарки кожаных изделий и часов, крупнейшие в Азии ярмарки подарков, игрушек, модной одежды, драгоценностей, электроники и оптики).
В комплекс Гонконгского центра конференций и выставок входят следующие здания:
- 50-этажная офисно-гостиничная башня Convention Plaza Office Tower (181 м), построенная в 1990 году[8].
- 46-этажная гостинично-жилая башня Grand Hyatt Serviced Apartments (165 м), построенная в 1990 году[9].
- 51-этажная гостиничная башня Renaissance Harbour View Hotel (149 м), построенная в 1989 году[10].
- 46-этажная гостиничная башня Grand Hyatt Hong Kong (132 м), построенная в 1989 году[11].
- Торговый центр Convention Plaza Shopping Arcade.

Вокруг центра, расположенного на искусственном полуострове, находятся площадь Золотой баугинии, знаменитая большой позолоченной скульптурой этого цветка, променад Экспо и Центральный променад. Добраться до Гонконгского центра конференций и выставок можно на пароме (паромный причал Ваньчай), метро (станция Ваньчай) и автобусе (терминал «Центр конференций»).
Центр изображён в фильмах «Новая полицейская история» и «Трансформеры: Эпоха истребления», а также в игре Command & Conquer: Generals.